# Okrug
Okrug (abhaski: оқрҿс, okres, bjeloruski: акруга, akruha, bugarski: окръг, okrǎg, istočnomarijski: йырвел, jirvel, poljski: okręg, ruski: о́круг, okrug, srpski: округ / okrug, ukrajinski: окру́га, okruha) naziv je za administrativnu jedinicu koja se trenutačno koristi u Srbiji i Rusiji, a prije u Bugarskoj i Poljskoj.

## Bugarska
Bugarska je bila podijeljena na okruge (bugarski: окръг, okrǎg) u razdoblju od 1946. do 1987. godine, kada ju zamjenjuju oblasti.

## Poljska
U Kongresnoj Poljskoj okruzi su pod imenom okręg (množina okręgi) postojali od 1842. godine, kada su zamijenili powiatje, dok su powiati zamijenili obwódye.
Okręgi su privremeno stvoreni između 1945. i 1946. godine u područjima koja je Poljska aneksirala od Nacističke Njemačke (istočno od linije Odra – Nisa) kao rezultat sovjetskog vojnog napredovanja. Okręgi su tada bili podijeljeni na obwódje. Okręgi su kasnije zamijenjeni województwima, a obwody powiatyma.

## Rusija
U povijesti Rusije od Ruskog Carstva preko Sovjetskog Saveza do današnje Rusije okruzi su se kao zasebne administrativne jedinice javljali više puta u različitim oblicima i razinama mjesne samouprave.

### Rusko Carstvo
Tijekom Ruskog Carstva okruzi su bili zasebne područne jedinice nastanjene kozacima s velikim stupnjem samouprave. Isti su ukinuti 1920. godine, s propašću starog sustava uprave.

### Sovjetski Savez
Nakon nastanka Sovjetskog Saveza okruzi su bili glavni oblik administrativne podjele države. Do 1930. godine većina okruga je ukinuta i ustupila mjesto rajonima. Jedino je u Zakarpatskoj oblasti pojam okruga ostao očuvan do danas.
Godine 1970. stvoreni su nacionalni okruzi, te su već 1977. godine preimenovani u autonomne okruge.

### Ruska Federacija
U Rusiji postoje 8 saveznih okruga i 4 autonomnih okruga.

## Srbija
Srbija je od 1992. godine podijeljena na 24 (29 ako se broji Kosovo) upravnih okruga + Grad Beograd.